# Kempnyia barbiellinii
Kempnyia barbiellinii är en bäcksländeart som först beskrevs av Luisa Eugenia Navas 1925.  Kempnyia barbiellinii ingår i släktet Kempnyia och familjen jättebäcksländor. Inga underarter finns listade i Catalogue of Life.